# Maceda mansuetella
Maceda mansuetella är en fjärilsart som beskrevs av Embrik Strand 1917. Maceda mansuetella ingår i släktet Maceda och familjen trågspinnare. Inga underarter finns listade i Catalogue of Life.